# Callichroma euthalium
Callichroma euthalium é uma espécie de coleóptero da tribo Callichromatini (Cerambycinae); com distribuição do Panamá à Venezuela.